# Pachira humilis
Pachira humilis är en malvaväxtart som beskrevs av Richard Spruce och George Bentham. Pachira humilis ingår i släktet Pachira och familjen malvaväxter. Inga underarter finns listade i Catalogue of Life.